# Jaworznia (gmina)
Jaworznia (od 1870 Piekoszów) – dawna gmina wiejska istniejąca w XIX wieku w guberni kieleckiej. Siedzibą władz gminy była Jaworznia.
Za Królestwa Polskiego gmina Jaworznia należała do powiatu kieleckiego w guberni kieleckiej (utworzonej w 1867).
Gminę zniesiono w połowie 1870 roku i odtąd jednostka figuruje już pod nazwą gmina Piekoszów.